# Gabriele Acacio Coussa
Gabriele Acacio Coussa est un prélat syrien de l'Église catholique romaine (Alep, 3 août 1897 - 29 juillet 1962) qui est consacré évêque en 1951 selon le rite byzantin et créé cardinal par le pape Jean XXIII en 1961.

## Biographie
Gabriele Acacio Coussa fait études au collège pontifical grec de Rome puis au Collège des Bénédictins à Einsiedel en Suisse. En 1920, il est ordonné prêtre au sein de l'ordre melchite basilien. Après des études poussées en droit canon et en théologie, il devient assistant du supérieur de son ordre religieux.
En 1929, il est nommé à la Commission d'études sur la codification du droit canon de l'Église orientale romaine et en devient plus tard, son secrétaire-général. Secrétaire (1946) de la Commission pontificale sur l'interprétation de l'authenticité du code du droit canon, il est nommé pro-secrétaire (1961) puis secrétaire (1962) de la Congrégation pour les Églises orientales romaines. Le 26 février 1961, Gabriele Acacio Coussa est nommé archevêque titulaire d'Hiérapolis-en-Syrie des Grecs-melchites (de)
Il est créé cardinal par le pape Jean XXIII avec le titre de cardinal-prêtre de S. Atanasio lors du consistoire du 19 mars 1962, quelques mois seulement avant sa mort.